# Cali Open
Il Cali Open è un torneo professionistico maschile di tennis giocato su campi in terra rossa. Fa parte dell'ATP Challenger Tour e si gioca annualmente dal 2022 al Club Campestre di Cali, in Colombia.

## Storia
La prima edizione del torneo si doveva giocare in origine come Challenger de Quito a Quito, ma i violenti scontri in atto nella capitale ecuadoriana tra forze dell'ordine e dimostranti nativi americani portarono il mercoledì precedente l'inizio dell'evento alla rinuncia delle autorità ecuadoregne ad ospitare l'evento. L'ATP accettò subito l'offerta della Federación Colombiana de Tenis di spostare il torneo a Cali. Il circuito Challenger tornò così a fare tappa nella città colombiana 5 anni dopo la disputa dell'ultima edizione dell'Open Cali I.

## Albo d'oro

### Singolare
| Anno | Campione            | Finalista       | Punteggio        |
| ---- | ------------------- | --------------- | ---------------- |
| 2024 | Juan Pablo Ficovich | Gonzalo Bueno   | 6–1, 6–4         |
| 2023 | Federico Delbonis   | Guido Andreozzi | 6–4, 6(6)–7, 6–3 |
| 2022 | Facundo Mena        | Miljan Zekić    | 6–2, 7–6(3)      |

### Doppio
| Anno | Campioni                                    | Finalisti                                      | Punteggio        |
| ---- | ------------------------------------------- | ---------------------------------------------- | ---------------- |
| 2024 | Juan Carlos Aguilar Conner Huertas del Pino | Juan Sebastián Gómez Johan Alexander Rodríguez | 5–7, 6–3, [10–7] |
| 2023 | Guido Andreozzi Cristian Rodríguez          | Orlando Luz Oleg Prihodko                      | 6–3, 6–4         |
| 2022 | Malek Jaziri Adrián Menéndez Maceiras       | Keegan Smith Evan Zhu                          | 7–5, 6–4         |